# John Moore (lední hokejista)
John Carroll Moore Jr. (* 19. listopadu 1990) je profesionální americký hokejový obránce momentálně hrající v týmu Anaheim Ducks v severoamerické lize
NHL. V roce 2009 byl draftován týmem Columbus Blue Jackets již v 1. kole jako 21. celkově. S americkou hokejovou reprezentací vybojoval na MS 2015 bronzovou medaili.

## Klubové statistiky
| Sezona     | Klub                  | Soutěž     | Základní část | Základní část | Základní část | Základní část | Základní část | Play off | Play off | Play off | Play off | Play off |
| Sezona     | Klub                  | Soutěž     | Z             | G             | A             | B             | TM            | Z        | G        | A        | B        | TM       |
| ---------- | --------------------- | ---------- | ------------- | ------------- | ------------- | ------------- | ------------- | -------- | -------- | -------- | -------- | -------- |
| 2009–10    | Kitchener Rangers     | OHL        | 61            | 10            | 37            | 47            | 53            | 20       | 4        | 12       | 16       | 2        |
| 2010–11    | Springfield Falcons   | AHL        | 73            | 5             | 19            | 24            | 23            | —        | —        | —        | —        | —        |
| 2010–11    | Columbus Blue Jackets | NHL        | 2             | 0             | 0             | 0             | 0             | —        | —        | —        | —        | —        |
| 2011–12    | Springfield Falcons   | AHL        | 5             | 1             | 1             | 2             | 2             | —        | —        | —        | —        | —        |
| 2011–12    | Columbus Blue Jackets | NHL        | 67            | 2             | 5             | 7             | 8             | —        | —        | —        | —        | —        |
| 2012–13    | Springfield Falcons   | AHL        | 24            | 3             | 6             | 9             | 10            | —        | —        | —        | —        | —        |
| 2012–13    | Columbus Blue Jackets | NHL        | 17            | 0             | 1             | 1             | 2             | —        | —        | —        | —        | —        |
| 2012–13    | New York Rangers      | NHL        | 13            | 1             | 5             | 6             | 5             | 12       | 0        | 1        | 1        | 2        |
| 2013–14    | New York Rangers      | NHL        | 74            | 4             | 11            | 15            | 25            | 21       | 0        | 2        | 2        | 16       |
| 2014–15    | New York Rangers      | NHL        | 38            | 1             | 5             | 6             | 19            | —        | —        | —        | —        | —        |
| 2014–15    | Arizona Coyotes       | NHL        | 19            | 1             | 4             | 5             | 11            | —        | —        | —        | —        | —        |
| 2015–16    | New Jersey Devils     | NHL        | 73            | 4             | 15            | 19            | 28            | —        | —        | —        | —        | —        |
| 2016–17    | New Jersey Devils     | NHL        | 63            | 12            | 10            | 22            | 39            | —        | —        | —        | —        | —        |
| 2017–18    | New Jersey Devils     | NHL        | 81            | 7             | 11            | 18            | 47            | 5        | 0        | 1        | 1        | 12       |
| 2018–19    | Boston Bruins         | NHL        | 61            | 4             | 9             | 13            | 26            | 10       | 0        | 0        | 0        | 0        |
| 2019–20    | Providence Bruins     | AHL        | 1             | 0             | 1             | 1             | 0             | —        | —        | —        | —        | —        |
| 2019–20    | Boston Bruins         | NHL        | 24            | 2             | 1             | 3             | 11            | 1        | 0        | 0        | 0        | 0        |
| 2020–21    | Boston Bruins         | NHL        | 5             | 0             | 2             | 2             | 2             | —        | —        | —        | —        | —        |
| 2021–22    | Boston Bruins         | NHL        | 7             | 0             | 1             | 1             | 4             | —        | —        | —        | —        | —        |
| 2021–22    | Providence Bruins     | AHL        | 11            | 1             | 5             | 6             | 8             | —        | —        | —        | —        | —        |
| 2022–23    | Anaheim Ducks         | NHL        |               |               |               |               |               |          |          |          |          |          |
| NHL celkem | NHL celkem            | NHL celkem | 544           | 38            | 80            | 118           | 227           | 49       | 0        | 4        | 4        | 30       |